# Federico Gallo
Federico Gallo Lacárcel (Barcelona, 7 de junio de 1930-Barcelona, 5 de octubre de 1997) fue un político, periodista y presentador de radio y televisión español.

## Biografía
Se licenció en Derecho por la Universidad de Barcelona y estaba también en posesión del título de periodismo. En los años 50, siendo muy joven inició su actividad periodística en la radio y también en la prensa escrita, para después saltar a la televisión, en los primeros años de existencia de este medio en España. Gracias a la radio, y muy especialmente a la televisión, gozó de una enorme popularidad durante las décadas de los años 50, 60 y los primeros años 70 del pasado siglo XX.
Se le considera uno de los pioneros entre los profesionales que hicieron historia en Televisión española, en su caso desde los estudios de Miramar. Entre sus programas es especialmente recordado por Ésta es su vida, que estuvo en emisión entre 1963 y 1968. También fue la voz que retransmitió el Concurso de Eurovisión entre 1961 y 1968, siendo especialmente memorable este último año con el triunfo de Massiel. 
De 1961 a 1968 fue comentarista para RTVE del Festival de la Canción de Eurovisión.
En Radio Nacional de España también destacó con espacios como Fantasía, junto a Jorge Arandes.En 1963 se le concedió la Antena de Oro por su labor en televisión y en 1969 el Premio Ondas de Televisión, especial del Jurado, por su labor al frente del programa Hilo directo. 
Fue responsable de los informativos de la primera cadena de TVE y ocupó la presidencia del sindicato vertical de profesionales de radio y televisión. Durante esta época también fue director del diario barcelonés Solidaridad Nacional.
También intervino en la película, Once pares de botas.
Se le considera, así también, uno de los pioneros en España de las relaciones públicas y la imagen. Fue titular del reconocido despacho en Barcelona (España), denominado «Ona, Instituto de Imagen y Comunicación». 
A principios de los años 1970 saltó al mundo de la política, siendo nombrado gobernador civil de Albacete en 1973, de Murcia en 1976 y de Barcelona en 1982. También fue director general de Protección Civil entre 1980 y 1982 (momento en el que participó en el comité de crisis que se hizo cargo a las órdenes del Rey Juan Carlos I del gobierno durante el intento de golpe de Estado del 23-F, mientras el Gobierno de la Nación permanecía retenido en el Congreso de los Diputados), 
Tras abandonar la política, se reincorporó brevemente a RTVE, hasta que fue fichado por Radio Barcelona Cadena Ser donde estuvo produciendo y presentando durante varios años el magacín ONA, que era emitido diariamente para toda Cataluña. En los últimos años de su vida continuó dedicándose de pleno al mundo de la radio, presentado Entre tú y yo, un programa diario de opinión sobre temas de actualidad en Radio Salud de Barcelona, emisora dirigida por su amigo Jorge Arandes.

## Trayectoria en TV
- Club Miramar (1959-1960)
- Adivine su vida (1960)
- Panorama (1960-1963)
- Eurovisión (1961-1968)
- Cada semana una historia (1963)
- Fin de semana (1963)
- Edición especial (1963)
- Ésta es su vida (1963-1968)
- ¿Quién es quién? (1963-1964)
- Llamada al corazón (1964)
- Tarjeta de visita (1964)
- Del hilo al ovillo (1965)
- Hombres que dejan huella (1966)
- Kilómetro lanzado (1966)
- Gran premio (1966-1967)
- Protagonista, el hombre (1967)
- Nivel de vida (1968)
- Hilo directo (1968)
- Opinión pública (1969)